# Сациві

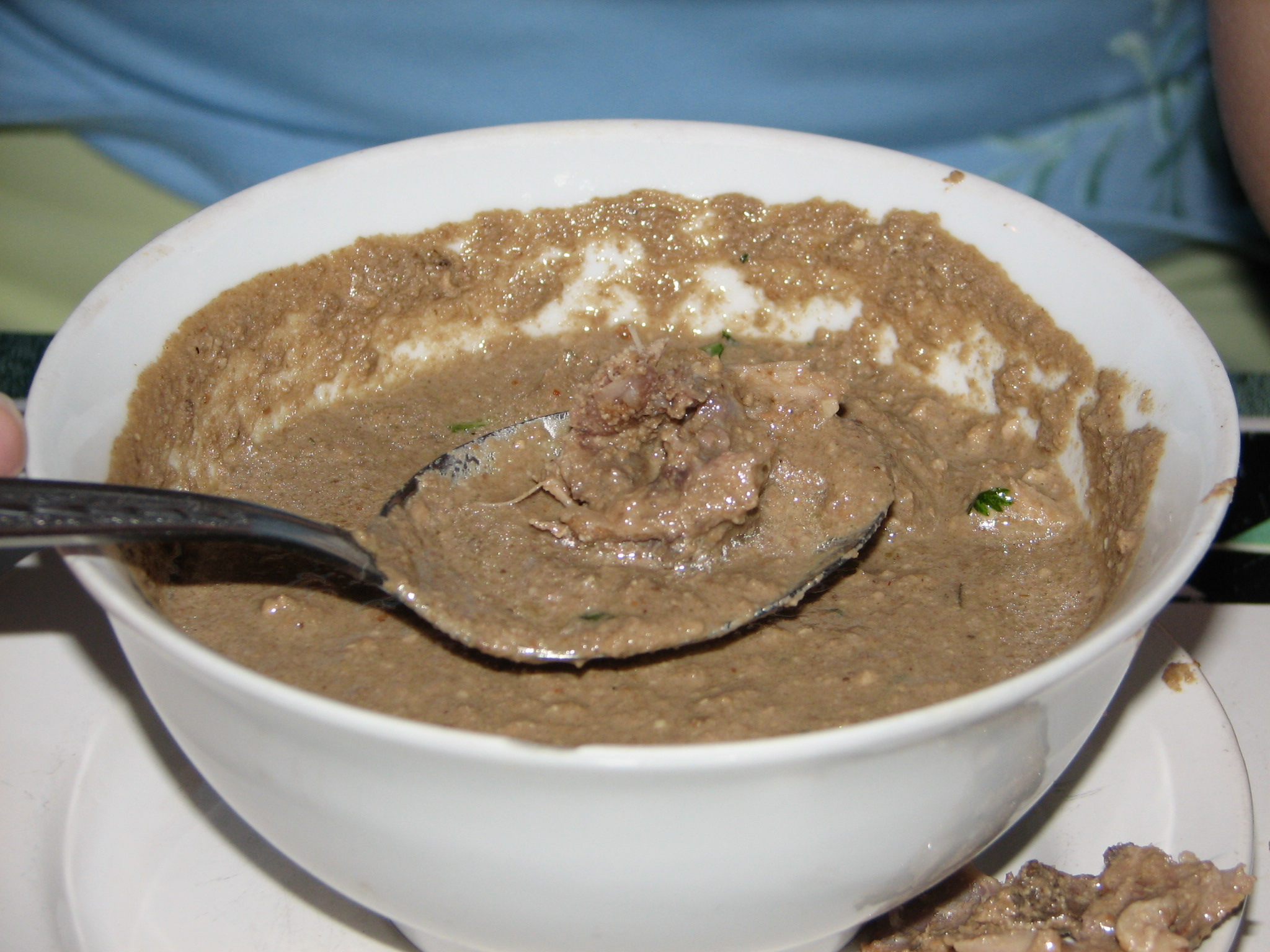

Сациві (груз. საცივი — холодна страва) — соус, національна страва Грузії. Вважається повноцінною стравою, а не доповненням до страв. Навколо цього соусу і формується сама страва.
Найбільше використовується поєднання сациві й курки. Назва страви — «Сациві з куркою». Також використовують іншу домашню птицю — індичку, качку, гуску. Або навіть м'ясо й рибу.

## Склад
Особливість соусу — наявність волоського горіха. Саме вони роблять соус неповторним і придають особливого смаку. Додаються горіхи в сациві у великій кількості.
Обов'язковий букет спецій: шафран, часник, перець, кориця. Для густоти додається борошно і жовтки яєць.
Для кислинки — винний оцет або гранатовий сік. Для свіжості — кінзу.
Має велику кількість варіацій рецептів, але склад та технологія приготування завжди майже однакові.
До столу подається завжди холодним. Страва є обов'язковою святкового меню в Грузії, особливо на Новий рік та Різдво. До сациві з куркою подають червоне вино.